# Myadora crassa
Myadora crassa is een tweekleppigensoort uit de familie van de Myochamidae. De wetenschappelijke naam van de soort is voor het eerst geldig gepubliceerd in 1830 door Stutchbury.